# Les Amours de Cassandre
Les Amours de Cassandre is een reeks gedichten uit 1552 geschreven door Pierre de Ronsard, een Franse dichter uit de renaissance.
Het gedicht gaat over Cassandre Salviati, de dochter van kardinaal Bernardo Salviati. De dichter ontmoette zijn inspiratie op een hofbal in Blois op 21 april 1545. Als eenvoudige klerk is zij boven zijn sociale rang en wordt voor hem een onmogelijke liefde. Ze lijkt volgens hem op een roos; verwelkt langzaam maar blijft mooi.